# Asptjärnen (Alfta socken, Hälsingland)
Asptjärnen är en sjö i Ovanåkers kommun i Hälsingland och ingår i Ljusnans huvudavrinningsområde. Sjön har en area på 0,0568 kvadratkilometer och ligger 226,6 meter över havet.

## Delavrinningsområde
Asptjärnen ingår i det delavrinningsområde (679556-151454) som SMHI kallar för Ovan 679897-151551. Medelhöjden är 231 meter över havet och ytan är 35,66 kvadratkilometer. Räknas de 17 avrinningsområdena uppströms in blir den ackumulerade arean 126,33 kvadratkilometer. Anneforsån som avvattnar avrinningsområdet har biflödesordning 3, vilket innebär att vattnet flödar genom totalt 3 vattendrag innan det når havet efter 67 kilometer. Avrinningsområdet består mestadels av skog (80 procent). Avrinningsområdet har 0,12 kvadratkilometer vattenytor vilket ger det en sjöprocent på 0,3 procent.